# Región de Lac
Lac es una de las 23 regiones de Chad (Decretos N.º 415/PR/MAT/02 y 419/PR/MAT/02), y su capital es Bol. Se estableció a partir de la antigua prefectura de Lac. Tiene una superficie de 22.320 km², que en términos de extensión es similar a la de Belice.

## Subdivisiones
La región de Lac está dividida en 4 departamentos:
| Departamento | Capital   | Subprefecturas                |
| ------------ | --------- | ----------------------------- |
| Fouli        | Liwa      | Liwa, Kaiga-Kindjiria, Daboua |
| Kaya         | Bagassola | Bagassola, Ngouboua           |
| Mamdi        | Bol       | Bol, Kangalam                 |
| Wayi         | Ngouri    | Doum Doum, Kouloudia, Ngouri  |

## Demografía
Según el censo hecho en 2009, la población de esta región era de 451.369 habitantes.
Los principales grupos étno-lingüísticos son los kanembu (más del 66 %) y los buduma (más del 18 %).
- Datos: Q867869
- Multimedia: Lac region / Q867869